# Yosef Sprinzak
Yosef Sprinzak (hébreu: יוסף שפרינצק), né le 8 décembre 1885 et mort le 28 janvier 1959, est l'un des leaders politiques du mouvement du Travail en Terre d'Israël de la première moitié du XXe siècle, puis un homme d'État israélien. Il est le président des trois premières Knesset.

## Biographie
Né à Moscou en Russie en 1885, il suit sa famille qui s'installe à Kichinev à la suite de l'expulsion des Juifs de 1891. Dès l'enfance, il adhère aux idées du sionisme. Il fonde Tzéïré-Tzion (Jeunesse de Sion).
En 1908, il entame des études de médecine à l'Université américaine de Beyrouth puis s'installe en Palestine en 1910, au cours de la seconde Aliyah (1904-1914).
Avec Eliezer Kaplan, Sprinzak prend la tête de l'Hapoel Hatzaïr ("Jeune Travailleur"), un parti socialiste sioniste, à la création de ce mouvement en 1905. Sprinzak participe à différents Congrès sionistes, ainsi qu'à la conférence qui voit l'union de Tzéïré-Tzion avec Hapoel Hatzaïr à Londres. 
Il est également l'un des fondateurs de la Histadrout en 1920, organisation dont il est le premier secrétaire de 1945 à 1949.
Il est directeur du Conseil du travailleur sioniste de 1945 à 1948. 
Sprinzak est élu porte-parole de la première Knesset le 15 juillet 1948, poste qui lui permet de contribuer aux fondations de la vie parlementaire en Israël.
Sprinzak exerce les fonctions de président de l'État d'Israël par intérim pendant un peu plus d'un mois, du 9 novembre 1951, après la mort de Chaim Weizmann, au 16 décembre 1952, à la suite de l'élection de Yitzhak Ben-Zvi à ce poste honorifique.
Il meurt à Jérusalem en 1959.
Son fils, Yair Sprinzak, est également parlementaire à la Knesset.